# Assedio di Fushimi
L'assedio di Fushimi fu una battaglia cruciale nella campagna che portò alla decisiva battaglia di Sekigahara, che mise fine al periodo Sengoku in Giappone. Il castello di Fushimi fu difeso da una forza fedele alla coalizione orientale di Tokugawa Ieyasu, guidata da Torii Mototada. Il sacrificio di Mototada distolse l'attenzione di Ishida Mitsunari e di gran parte del suo esercito dalle fortezze della Nakasendō, che furono attaccate da Ieyasu durante l'assedio di Fushimi. Alla fine il castello cadde, ma il tempo necessario per sconfiggere i difensori rappresentò un fattore determinante delle successive vittorie della coalizione orientale.
Il castello di Fushimi fu costruito diversi anni prima come lussuosa dimora per Toyotomi Hideyoshi, ma fu distrutto da un terremoto nel 1596. Tokugawa Ieyasu lo ricostruì e lo pose sotto la cura di Torii Mototada. Mentre la guerra con Ishida si avvicinava, Tokugawa capì che Fushimi sarebbe stato un obiettivo primario per i suoi nemici, poiché si trovava abbastanza vicino a Kyoto e sorvegliava molti degli approcci alla città. Visitando il castello discusse delle sue paure con Torii, il quale assicurò al suo signore che sarebbe stato disposto a sacrificare se stesso e il castello, pur di consentire la vittoria ai Tokugawa. Si racconta che abbia anche suggerito di ridurre la guarnigione al fine di disporre di uomini in altri luoghi; ben capendo che il castello non poteva resistere, non vide la necessità di sacrificare l'intero presidio.
L'esercito di Ishida iniziò l'assedio il 27 agosto 1600, ma fece piccoli progressi per i dieci giorni successivi. Una delle torri fu data alle fiamme, ma l'incendio fu spento da un soldato della guarnigione, che perse la vita nell'azione. Durante l'assedio un messaggio fu inviato nel castello legato a una freccia, spiegando che l'esercito assediante aveva preso in ostaggio moglie e figli di uno dei difensori e li avrebbe crocifissi se questi non avesse tradito i suoi compatrioti. Così, l'8 settembre, una delle torri fu incendiata dall'interno del castello e numerosi uomini di Ishida fecero irruzione. Il mastio centrale fu quindi dato alle fiamme, ma Torii e il suo presidio continuarono a combattere fino a quando furono uccisi tutti tranne dieci.
Dopo essersi barricati, Torii e la sua famiglia si suicidarono assieme ai servitori rimasti, e questo suo sacrificio altruista divenne noto in seguito come un grande esempio di lealtà e onore dei samurai. Il castello verrà riconquistato da Ieyasu poco dopo, in seguito alla sua vittoria a Sekigahara. Secondo molti storici i dieci giorni di resistenza del castello furono tra gli elementi fondamentali della vittoria finale Tokugawa.
I pavimenti in legno del castello di Fushimi furono trasferiti in un tempio buddista, Yōgen-in, sempre a Kyoto, dove furono trasformati in un soffitto. Il soffitto macchiato di sangue è ancora visibile nel tempio e le registrazioni del periodo identificano il corpo e le macchie di Mototada e quelli dei suoi servitori.

## Lettera di Mototada al figlio maggiore
Come riporta il libro di Francesco Dei, Storia dei Samurai, leggiamo alcuni passi della lettera di Mototada inviata al figlio maggiore ed erede, Torii Tadamasa: